# Ley de Moore

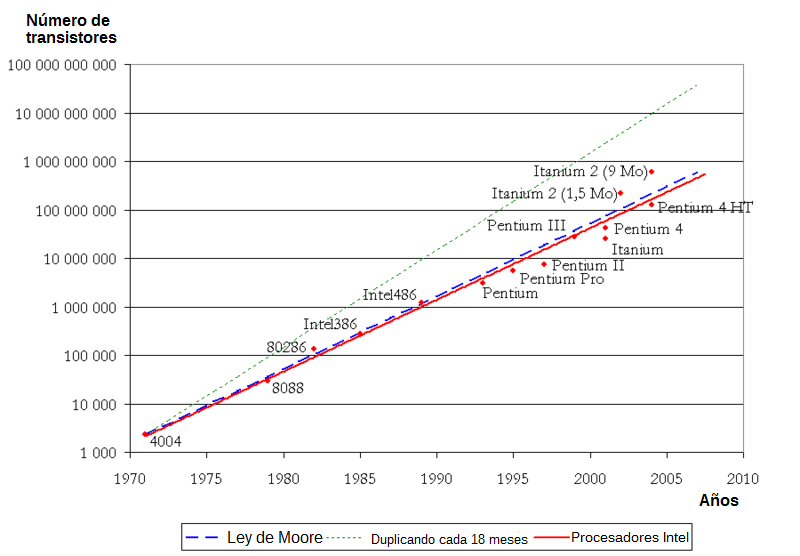
La ley de Moore comparada con los datos históricos.

La ley de Moore expresa que aproximadamente cada 2 años se duplica el número de transistores en un microprocesador.
A pesar de que la ley originalmente fue formulada para establecer que la duplicación se realizaría cada año, posteriormente Moore redefinió su ley y amplió el periodo a dos años.
Se trata de una ley empírica, formulada por el cofundador de Intel, Gordon E. Moore, el 19 de abril de 1965, cuyo cumplimiento se ha podido constatar hasta mediados de la década de 2010. En septiembre de 2022 el CEO de Nvidia, Jen-Hsun Huang comentó que la ley ya no tenía validez en la actualidad
, sin embargo el CEO de Intel, Pat Gelsinger, opinó que aún sigue en vigencia.
En 1965, Gordon Moore afirmó que la tecnología tenía futuro, que el número de transistores por unidad de superficie en circuitos integrados se duplicaba cada año y que la tendencia continuaría durante las siguientes dos décadas.
Más tarde, en 1975, modificó su propia ley al corroborar que el ritmo bajaría, y que la capacidad de integración no se duplicaría cada 12 meses sino cada 24 meses aproximadamente. Este periodo a veces se cita equivocadamente como 18 meses debido al ejecutivo de Intel David House, quien predijo que el desempeño del chip se duplicaría cada 18 meses (siendo una combinación del efecto de incorporar más transistores y de que estos son más rápidos).
Esta progresión de crecimiento exponencial, duplicar la capacidad de los circuitos integrados cada dos años, es lo que se denomina ley de Moore. Sin embargo, en 2007 el propio Moore determinó una fecha de caducidad: «Mi ley dejará de cumplirse dentro de 10 o 15 años», según aseguró durante la conferencia en la que afirmó, no obstante, que una nueva tecnología vendrá a suplir a la actual.
En 2010, la International Technology Roadmap for Semiconductors predijo que este crecimiento se ralentizaría en 2013, y en 2015 Gordon Moore volvió a predecir que la tasa alcanzaría la saturación en la próxima década. El estancamiento de la Ley de Moore es una consecuencia del límite físico de la tecnología actual. Al aumentar la densidad de transistores aumenta el calor generado para un mismo volumen. Por lo tanto no es posible extraer el calor suficientemente rápido sin riesgo a sobrecalentar y dañar el microprocesador. Además, normalmente los transistores se hacen cada vez más pequeños para aumentar la cantidad de éstos en los chips, sin cambiar el tamaño de estos últimos, lo cual tiene un límite físico impuesto por el tamaño de los átomos; aunque se han propuesto soluciones para poder seguir aumentando el rendimiento de los procesadores manteniendo un tamaño razonable.[cita requerida]
La consecuencia directa de la ley de Moore es que los precios bajan al mismo tiempo que las prestaciones suben: la computadora que hoy vale 3000 dólares costará la mitad al año siguiente y estará obsoleta en dos años. En 26 años el número de transistores en un chip se ha incrementado 3200 veces.
Actualmente esta ley se aplica a ordenadores personales y teléfonos móviles o celulares. Sin embargo, cuando se formuló no existían los microprocesadores, inventados en 1971, los ordenadores personales, popularizados en los años ochenta y la telefonía celular o móvil apenas estaba en fase de experimentación.

## Historia
En el momento de escribir el artículo que originó su ley (1965), el joven ingeniero Gordon Moore era director de los laboratorios de Fairchild Semiconductor. Él observó una tendencia en los primeros días de la microelectrónica que definió la estrategia de negocios para la industria de los semiconductores. Esta observación, más tarde denominada ley de Moore, anticipó que la complejidad de los circuitos integrados se duplicaría cada año con una reducción mensurable en costo. Más tarde, en el verano de 1968, creó Intel junto con Robert Noyce, uno de sus compañeros en la empresa.
Este ritmo de progreso permitió a la industria de semiconductores de reciente aparición crear el microprocesador (el cerebro de la computadora) y muchos otros circuitos integrados que han dado lugar a las computadoras personales, Internet, a los teléfonos móviles, los reproductores de CD y DVD, las tabletas y los videojuegos. Utilizando adelantos en la tecnología de los chips para computadoras, ahora tenemos películas y programas de TV con imágenes animadas con calidad fotográfica, automóviles que ofrecen un mayor rendimiento del combustible con menos contaminación y un monitoreo constante para indicar fallos actuales o inminentes, una forma de encontrar a las mascotas extraviadas o rastrear los movimientos de animales salvajes para su estudio y preservación (con chips de identificación implantados), dispositivos que ayudan a ubicarse en lugares poco conocidos (GPS), la realidad aumentada, la realidad virtual, el internet de las cosas y los asistentes virtuales.

## Citas acerca de la utilidad de la ley
En Intel trabajamos duro para asegurarnos de que la ley de Moore continúe guiando a nuestra industria en el futuro. Ya hemos visualizado los próximos 10 a 15 años de adelantos en nuestros laboratorios de investigación
Craig Barrett, CEO de Intel Corporation

Anticipamos no solo avances continuos en los sectores tradicionales de la computación y las comunicaciones, sino que también vemos un futuro en el que la tecnología de los semiconductores revolucionará la industria de la atención a la salud, la forma en que educamos a nuestros hijos, la forma de protegernos a nosotros mismos y al ambiente y el manejo de nuestra vida cotidiana en un mundo más complejo. Los chips de silicio (que el ritmo de la ley de Moore hace cada vez más poderosos) continuarán ofreciendo estos recursos en el futuro a personas de todo el mundo a un costo cada vez más bajo.

## ¿Qué es la ley de Moore?
El 19 de abril de 1965, la revista Electronics publicó un documento elaborado por Gordon Moore en el que él anticipaba que la complejidad de los circuitos integrados se duplicaría cada año con una reducción de costo conmensurable. Conocida como la ley de Moore, su predicción ha hecho posible la proliferación de la tecnología en todo el mundo, y hoy se ha convertido en el motor del rápido cambio tecnológico. Moore actualizó su predicción en 1975 para señalar que el número de transistores en un chip se duplica cada dos años y esto se sigue cumpliendo hoy. Además de proyectar cómo aumenta la complejidad de los chips (medida por transistores contenidos en un chip de computador), la ley de Moore sugiere también una disminución de los costos.
A medida que los componentes y los ingredientes de las plataformas con base de silicio crecen en desempeño se vuelven exponencialmente más económicos de producir, y por lo tanto más abundantes, poderosos y transparentemente integrados en nuestras vidas diarias. Los microprocesadores de hoy se encuentran en todas partes, desde juguetes hasta semáforos para el tránsito.

## La ley de Moore en perspectiva
La ley de Moore no es una ley en el sentido científico, sino más bien una observación, y ha sentado las bases de grandes saltos de progreso.
En 2004 la industria de los semiconductores produjo más transistores (y a un costo más bajo) que la producción mundial de granos de arroz, según la Semiconductor Industry Association (Asociación de la Industria de los Semiconductores) de los Estados Unidos.
Gordon Moore solía estimar que el número de transistores vendidos en un año era igual al número de hormigas en el mundo, pero para el 2003 la industria producía cerca de 1019 transistores y cada hormiga necesitaba cargar 100 transistores a cuestas para conservar la precisión de esta analogía.
En 1978, un vuelo comercial entre Nueva York y París costaba cerca de 900 dólares y tardaba 6 horas. Si los mismos principios de la ley de Moore (que se han aplicado a la industria de los semiconductores desde 1978) se hubieran aplicado a la industria de la aviación comercial, hoy ese vuelo costaría cerca de un centavo de dólar y habría tardado menos de 1 segundo en realizarse.
El Intel 4004 lanzado en el año 1971 contenía  2300 transistores; aproximadamente similar a la audiencia de un concierto promedio. Por otro lado el Graphcore MK2 lanzado en el año 2021 contiene 60 000 millones de transistores; aproximadamente 7 veces y media la población humana total en el mundo.